# Булич Віра Сергіївна
Віра Сергіївна Булич (нар. 17 лютого (2) березня 1898, Санкт-Петербург, Російська імперія — пом. 21 липня 1954, Гельсінкі, Фінляндія) — поетеса, літературний критик, представниця першої хвилі пореволюційної російської еміграції у Фінляндії.

## Життєпис
Віра Булич народилася 17 лютого (2) березня 1898 року в Санкт-Петербурзі.
Батько Віри Булич — відомий філолог і музикознавець Сергій Костянтинович Булич (1859—1921), професор Санкт-Петербурзького університету, у свій час займав посаду директора Вищих жіночих (Бестужевських) курсів, був першим деканом музичного відділення Російського інституту історії мистецтв. У будинку Буличов збиралися видатні люди науки і мистецтва, близьким другом батька був, зокрема, поет Інокентій Анненський.
Восени 1918 року Віра Булич покинула Петроград і оселилася з матір'ю, старшою сестрою і двома братами на дачі в Куолемаярві на Карельському перешийку.
У 1924 році, незабаром після смерті батька, Віра Булич і її сестра Софія переїхали в Гельсінкі у пошуках роботи. Там Віра змінила безліч занять: була тапером в кінотеатрі, заробляла на життя шиттям, приватними уроками, служила секретарем у Івана Шайковіча, сербського дипломата в Фінляндії і поета.
У 1930 році (за іншими даними, в 1932 р) отримала місце в Слов'янському відділі бібліотеки університету Гельсінкі та пропрацювала там більше 20 років — до самої смерті. З 1947 року працювала, крім того, в бібліотеці Інституту культурних зв'язків Фінляндії-СРСР.
Померла від раку легенів у Гельсінкі 21 липня 1954 року. Похована на православному цвинтарі в Гельсінкі у районі Лапінлагті. Рукописна спадщина і архів зберігаються в бібліотеці університету Гельсінкі.

## Сім'я
- Батько —Сергій Костянтинович Булич (1859—1921), професор Санкт-Петербурзького університету, у свій час займав посаду директора Бестужевських курсів, був першим деканом музичного відділення Російського інституту історії мистецтв.
- Мати —Булич Марія Платонівна (5.04.1871-17.11.1961)
- Сестра —Булич Софія Сергіївна (уродж. Старк) (9.12.1892-19.06.1950)
- Брат —Булич Костянтин Сергійович (6.09.1894-12.06.1957)